# Phanoclocrania
Phanoclocrania is een geslacht van Phasmatodea uit de familie Diapheromeridae. De wetenschappelijke naam van dit geslacht is voor het eerst geldig gepubliceerd in 2011 door Hennemann & Conle.

## Soorten
Het geslacht Phanoclocrania is monotypisch en omvat slechts de volgende soort:
- Phanoclocrania dorsuaria (Stål, 1875)